# Acyphoderes parva
Acyphoderes parva là một loài bọ cánh cứng trong họ Cerambycidae.